# Campionato FIA di Formula 2 (2017-)
Il Campionato FIA di Formula 2 (ufficialmente denominato FIA Formula 2 Championship) è una serie automobilistica per monoposto in circuito, introdotta a partire dal 2005 con il nome di GP2 Series, al posto del Campionato Internazionale di Formula 3000, come serie cadetta e propedeutica alla Formula 1. Dalla stagione 2017 adotta la denominazione attuale, riprendendo così la denominazione di Formula 2 che era già stata adottata per la categoria cadetta della Formula 1 fino al 1984.
La categoria, in cui corrono vetture tutte uguali costruite dalla Dallara, ha avuto dal 2010 una serie di supporto: la GP3 Series, poi diventata Formula 3 nel 2019. Dal 2008 al 2011, durante il periodo di sosta del campionato, è stata organizzata anche una serie invernale: la GP2 Asia Series.
L'esordio della categoria avvenne con un weekend di gare il 23 e 24 aprile 2005, presso l'Autodromo Enzo e Dino Ferrari di Imola. Il primo campionato venne vinto da Nico Rosberg, che poi nel 2016 è diventato campione del mondo di F1; tra le scuderie si impose l'ART Grand Prix.

## Storia

### La nascita della GP2
La categoria fu concepita da Bernie Ecclestone e Flavio Briatore, a sostegno del Campionato mondiale di Formula 1, e in sostituzione del Campionato Internazionale di Formula 3000, che, dal 1985, aveva, a sua volta, preso il posto del Campionato europeo di Formula 2.
Il proposito era di creare una categoria maggiormente formativa per i piloti, prima del loro passaggio alla F1. Inizialmente si era prospettata l'ipotesi che il campionato potesse far rivivere il nome di Formula 2 (poi utilizzato tra il 2009 e il 2012 per un altro campionato); inizialmente l'idea era quella di utilizzare motori e telai non più usati nel Campionato di F1. Successivamente si decise di istituire un campionato monomarca, esattamente come il precedente campionato dell'International F.3000.
La scelta della Renault, che forniva il supporto tecnico alla Mecachrome, fornitrice a sua volta dei propulsori, di puntare allo sviluppo della World Series, fece temere lo slittamento dell'inizio della categoria al 2006, col prolungamento ancora per una stagione dell'International F.3000.

### La ridenominazione in Formula 2
A seguito della volontà della Federazione Internazionale dell'Automobile di razionalizzare il passaggio dalle categorie automobilistiche minori verso la Formula 1, venne dibattuta la possibilità di reintrodurre un campionato di Formula 2.
Il campionato europeo di Formula 2 fu disputato fino al 1984, prima di venir sostituito dalla International Formula 3000, e poi dalla stessa GP2 Series, quale ultima categoria di passaggio verso il Campionato mondiale di Formula 1. Già nel 2015 il Consiglio Mondiale della FIA votò a favore della rinascita del campionato di F2, e nel 2016, con la riforma del sistema di punteggio per l'ottenimento della Superlicenza FIA, stabilì che la F2 sarebbe stata la categoria più importante, anche se la sua reintroduzione, non avrebbe automaticamente, cancellato la GP2, visto che tale categoria veniva comunque considerata per attribuire i punti ai fini della Superlicenza.
Il 9 marzo 2017, il Consiglio Mondiale della FIA, riunito a Ginevra, ha deciso che, a partire dal 2017, la GP2 Series venga rinominata in Campionato FIA di Formula 2. Un campionato, con identica denominazione, era stato già creato, nel 2009, prima di essere chiuso al termine della stagione 2012. Lo scopo della FIA, ai tempi, era però diverso: la FIA, infatti, tentava di creare una categoria che potesse dare la possibilità, anche a piloti non supportati da grandi sponsor, di formarsi in una categoria motoristica di buon livello, ma comunque in una competizione di livello inferiore alla già esistente GP2 Series.

## Aspetti tecnici

### La vettura
L'appalto per la produzione della prima generazione di vetture della categoria fu vinto dalla Dallara, che sostituì così la Lola, costruttore inglese che produceva le vetture per la F3000. Lo shake-down della prima vettura di GP2 avvenne il 16 luglio 2004, presso il Circuito Paul Ricard. Franck Montagny, all'epoca pilota di riserva della Renault in F1, che fu tra i primi a testare la nuova vettura, espresse elogi per la monoposto. Un altro test si tenne, sul Circuito di Catalogna, nel novembre del 2004. Al test parteciparono anche le vecchie vetture di Formula 3000, la Lola B2/50. I tempi dei due diversi tipi di monoposto furono simili, ma questo a causa di un incidente nei primi giri, che costrinse Montagny a limitare l'utilizzo della vettura. Il primo test collettivo fu tenuto tra il 23 e 25 febbraio 2005, ancora sul Circuito Paul Ricard. La vettura venne aggiornata per la stagione 2007, senza però prevedere l'installazione del pulsante push to pass, testato nel corso del 2006.
La Dallara ha mantenuto, nel tempo, il monopolio nella produzione di vetture della categoria. La casa italiana ha introdotto, poi, a intervalli di tre stagioni, nuove generazioni di vetture. Nel 2007 avvenne il lancio della seconda generazione di vetture, la Dallara GP2/08, che fece il suo shake-down il 15 giugno 2007, con Romain Grosjean (allora pilota di F3) alla guida. Il primo e vero test si svolse il 26 giugno, sul Circuito Paul Ricard, per merito di Nelson Piquet Jr., collaudatore della Renault. Tale modello è stato utilizzato a partire dalla stagione 2008. L'anno seguente venne però aggiornato, soprattutto nella potenza del motore e nell'aerodinamica.
Il modello Dallara GP2/11 ha preso il posto del GP2/08, a partire dalla stagione 2011. Il primo test venne svolto il 5 luglio 2010, presso il Circuito di Magny Cours: alla guida fu posto Ben Hanley. Nel 2013, che avrebbe dovuto essere l'ultima stagione di utilizzo del modello GP2/11, si decise di prolungare la vita della vettura, al fine di contenere i costi della categoria. Si provvide solo a un aggiornamento dell'aerodinamica. Dal 2015 è stato comunque introdotto il sistema DRS, già presente in F1. Come per la F1, tale meccanismo può essere utilizzato solo nelle zone, stabilite su ciascun circuito, gara per gara; e può essere attivato, in gara, solo quando il pilota che precede si trova a una distanza di meno di un secondo.
La quarta generazione di monoposto, sempre prodotta dalla Dallara, che è anche la prima dalla nuova denominazione del campionato, è presentata il 31 agosto 2017, nel corso del weekend del Gran Premio d'Italia. La più evidente novità è la presenza del sistema di protezione della testa del pilota, denominata Halo. Il motore, ancora Mecachrome, è un V6 turbo da 3,4 litri, con 620 cavalli a 8.750 giri.

#### Tabella vetture

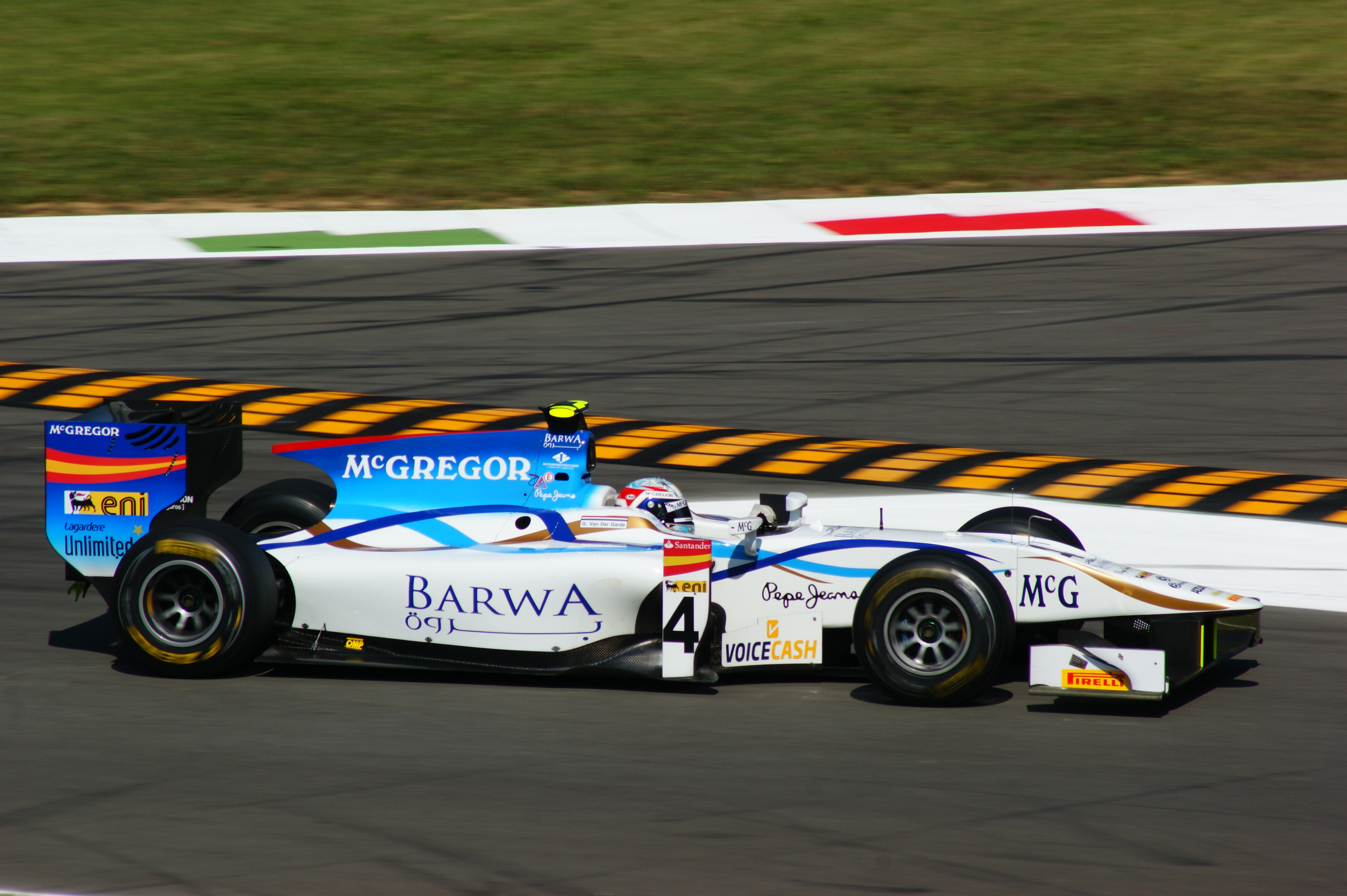
Una vettura del 2011 guidata da Giedo van der Garde a Monza

| Nr. | Denominazione   | Motore              | Stagioni di utilizzo |
| --- | --------------- | ------------------- | -------------------- |
| 1   | Dallara GP2/05  | Mecachrome 4.0 L V8 | 2005-2007            |
| 2   | Dallara GP2/08  | Mecachrome 4.0 L V8 | 2008-2010            |
| 3   | Dallara GP2/11  | Mecachrome 4.0 L V8 | 2011-2017            |
| 4   | Dallara F2 2018 | Mecachrome 3.4 L V6 | 2018-2023            |
| 5   | Dallara F2 2024 | Mecachrome V634T V6 | 2024-                |

### Gli pneumatici
Per quanto riguarda gli pneumatici, dal 2005 al 2010, il fornitore unico è stata la Bridgestone, mentre, dal 2011, come per la Formula 1, i team utilizzano quelli della Pirelli.
Vi sono quattro tipologie di mescole diverse previste dalla Pirelli: supermorbide, morbide, medie e dure. A fianco delle mescole da asciutto, è prevista anche una mescola da bagnato. Per ogni weekend di gara la Pirelli sceglie due tipi di mescole, uno definito prime (il più duro) e l'altro option. Ogni pilota dispone di 5 treni di gomme da asciutto, tre di tipo prime, e due di tipo option, a cui si aggiungono tre treni di gomme da bagnato. In gara 3, quella col pit stop obbligatorio, in assenza di condizioni di bagnato, ogni pilota deve utilizzare entrambi i tipi di mescola da asciutto portati dalla Pirelli.
Dal 2019, con i cambi di regolamento imposti dalla FIA il numero di mescole disponibili per i weekend di gara diventano 3, uguali a quelle della massima categoria: morbide, medie e dure, ma con mescole e codici differenti in base al circuito, decise dalla Pirelli nel corso del briefing pre-weekend (più morbide << C5, C4, C3, C2, C1 >> più dure).

## Aspetti sportivi

### Gare

#### 2005-2020
I weekend di gara si svolgono su 3 giorni, generalmente dal venerdì alla domenica, solitamente a supporto ai Gran Premi di Formula 1, e si basano su una struttura su due gare, a differenza della International F.3000, che si basava su una prova unica, per weekend. In realtà, fra il 2005 e il 2007, la tappa disputata a Monaco prevedeva una sola gara. Inoltre, nel 2015, la gara 2 a Abu Dhabi venne interrotta, nel corso del primo giro, per incidente, e non più ripresa, per la necessità di ripristinare il tracciato per la seguente gara di Formula 1.
Fino al 2020, il venerdì si teneva una sessione di prove libere e una di qualifiche, che decidevano lo schieramento della gara del sabato; entrambe hanno una durata di 30 minuti. Inizialmente era stato proposto di abolire le qualifiche: la griglia della prima gara sarebbe stata determinata dai tempi di una sessione di prove cronometrate, effettuate prima dell'inizio del campionato. La griglia di gara 2 sarebbe stata determinata sulla base del risultato di gara 1, ribaltando l'ordine d'arrivo dei primi 8. Nel secondo weekend di gare, si sarebbe stabilita la griglia, sulla base del risultato della gara 2 del primo appuntamento, e così via, per tutto il campionato.
Nella giornata del sabato veniva corsa la prima gara, la Feature Race, sulla distanza di 170 km o 60 minuti e con l'obbligo di effettuare almeno un pit-stop con la sostituzione di un minimo di due gomme, mentre in ambedue le corse non è consentito il rabbocco di carburante.
L'ordine d'arrivo della prima gara determinava la griglia per la seconda, eccezion fatta per le prime otto posizioni, che venivano invertite; gara-2, denominata Sprint Race, veniva corsa di domenica su una distanza più corta, 120 km o 45 minuti, senza obbligo di soste ai box.

#### 2021
Nel 2021 le gare diventano tre per weekend, una in più rispetto alle usuali due. Le prime due gare si svolgono di sabato e sono Sprint Race da 45 minuti, mentre la domenica si svolge la Feature Race, con pit-stop obbligatorio. Le qualifiche del venerdì stabiliscono la griglia di partenza per la Gara 3, mentre i primi 10 delle qualifiche vengono invertiti per la griglia di Gara 1, e i primi 10 classificati di Gara 1 vengono invertiti sulla griglia di Gara 2.

#### 2022
Dal 2022 si tornano a correre due gare per weekend. La Sprint Race si svolge di sabato e la griglia viene formata dall'inversione dei primi dieci rispetto alle qualifiche (svolte il venerdì), e attribuisce meno punti rispetto alle stagioni precedenti. La Feature Race si svolge la domenica con la griglia stabilita dalle qualifiche.

### Sistema di punteggio
Per ogni weekend di gara, oltre al punteggio relativo ai piazzamenti al traguardo, vengono assegnati punti al pilota che ottiene il miglior tempo nella sessione di qualifica e ai piloti che fanno segnare il miglior giro in ciascuna corsa. A partire dal 2008, i punti per il giro veloce vengono attribuiti al pilota più veloce, che chiude la gara tra i primi dieci, parte dalla posizione conquistata in qualifica, e, in gara 2, non abbia cambiato le gomme (a meno che ciò non fosse dovuto alla modifica delle condizioni climatiche).
Dal 2005 al 2011, si è utilizzato il seguente sistema di punteggio:
| Posizione    | 1º | 2º | 3º | 4º | 5º | 6º | 7º | 8º | Pole | GPV            |
| ------------ | -- | -- | -- | -- | -- | -- | -- | -- | ---- | -------------- |
| Feature Race | 10 | 8  | 6  | 5  | 4  | 3  | 2  | 1  | 2    | 1 (2 nel 2005) |
| Sprint Race  | 6  | 5  | 4  | 3  | 2  | 1  |    |    |      | 1 (2 nel 2005) |

Dal 2012 al 2020 viene utilizzato il seguente sistema:
| Posizione    | 1º | 2º | 3º | 4º | 5º | 6º | 7º | 8º | 9º | 10º | Pole | GPV |
| ------------ | -- | -- | -- | -- | -- | -- | -- | -- | -- | --- | ---- | --- |
| Feature Race | 25 | 18 | 15 | 12 | 10 | 8  | 6  | 4  | 2  | 1   | 4    | 2   |
| Sprint Race  | 15 | 12 | 10 | 8  | 6  | 4  | 2  | 1  |    |     |      | 2   |

Nella stagione 2021 viene utilizzato il seguente sistema:
| Posizione     | 1º | 2º | 3º | 4º | 5º | 6º | 7º | 8º | 9º | 10º | Pole | GPV |
| ------------- | -- | -- | -- | -- | -- | -- | -- | -- | -- | --- | ---- | --- |
| Sprint Race 1 | 15 | 12 | 10 | 8  | 6  | 4  | 2  | 1  |    |     |      | 2   |
| Sprint Race 2 | 15 | 12 | 10 | 8  | 6  | 4  | 2  | 1  |    |     |      | 2   |
| Feature Race  | 25 | 18 | 15 | 12 | 10 | 8  | 6  | 4  | 2  | 1   | 4    | 2   |

Dal 2022 viene utilizzato il seguente sistema:
| Posizione    | 1º | 2º | 3º | 4º | 5º | 6º | 7º | 8º | 9º | 10º | Pole | GPV |
| ------------ | -- | -- | -- | -- | -- | -- | -- | -- | -- | --- | ---- | --- |
| Sprint Race  | 10 | 8  | 6  | 5  | 4  | 3  | 2  | 1  |    |     |      | 1   |
| Feature Race | 25 | 18 | 15 | 12 | 10 | 8  | 6  | 4  | 2  | 1   | 2    | 1   |

### Circuiti

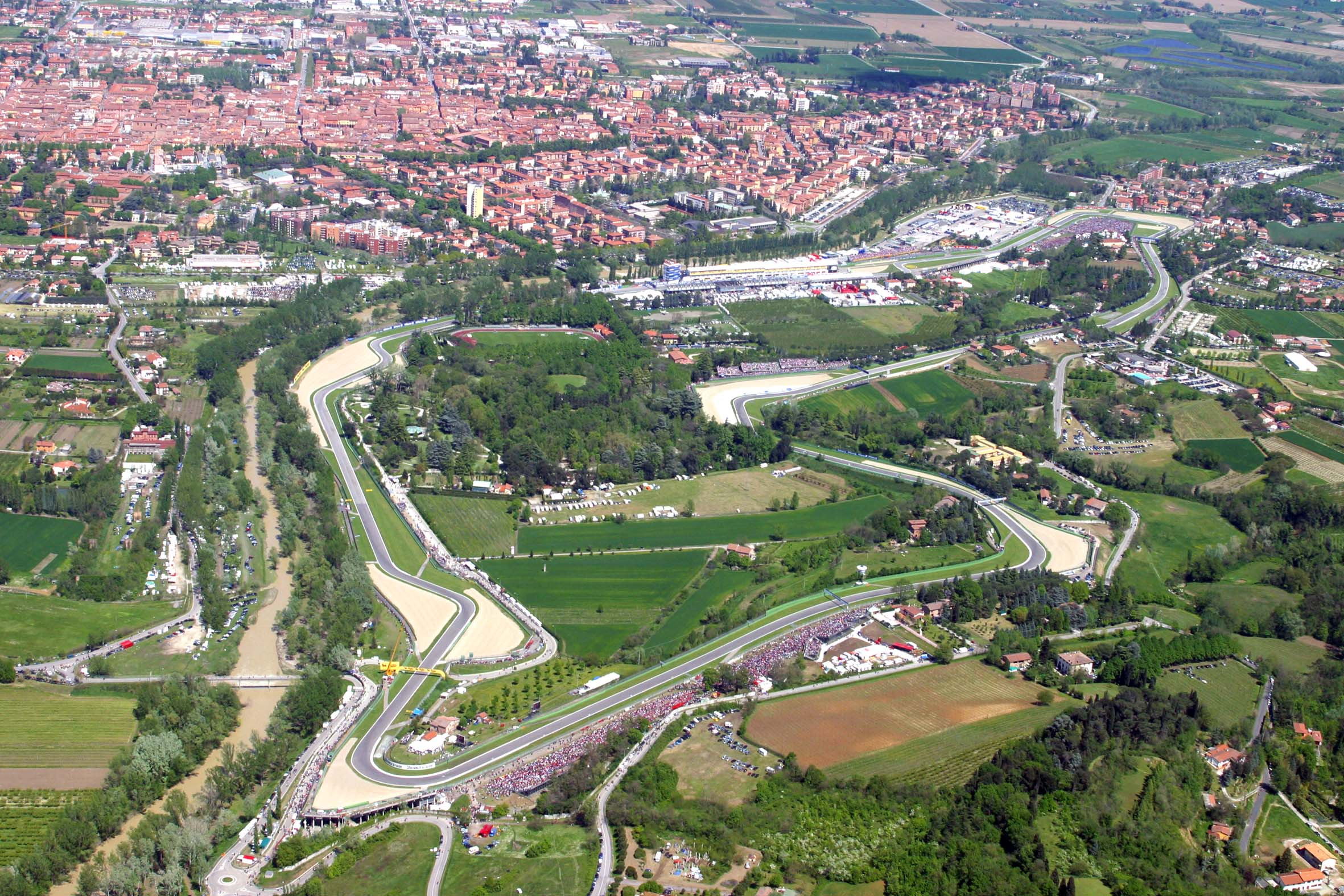
Fu l'Autodromo Enzo e Dino Ferrari di Imola a ospitare, nel 2005, la prima gara della neonata GP2.

Generalmente, almeno nelle prime stagioni, la categoria ha condotto le sue gare a supporto dei Gran Premi di Formula 1, corsi in Europa. Nel 2005 il calendario prevedeva 12 weekend di gare, con l'ultimo appuntamento fissato sul Bahrain International Circuit di Manama, programmato come evento a sé stante. Il totale delle prove era di 23, in quanto, nella tappa prevista sul Circuito di Monaco, veniva corsa una sola gara. Anche nel 2006 vi fu un evento non programmato quale supporto a un GP di F1: fu una prova sul Circuito Ricardo Tormo di Valencia, tra l'altro gara inaugurale della stagione. Il numero di weekend di gare si ridusse a 11, con l'esclusione della gara di Spa e di quella del Bahrain.
Il Circuito Ricardo Tormo, ancora sede di una gara non a supporto di un GP, rimase in calendario, anche per il 2007, ma spostato quale ultimo appuntamento stagionale. Nel 2008 si corse in soli 10 weekend, ma a Monaco, per la prima volta, si disputarono due gare. In quella stagione Valencia ospitò ancora la GP2, ma non più sul tracciato dedicato a Tormo, ma sul tracciato cittadino.
Nel 2009 fece l'esordio, in calendario, il tracciato portoghese di Portimão, che chiuse la stagione, composta da 10 appuntamenti, pur non essendo sede di un GP del campionato mondiale di F1. La presenza della tappa portoghese venne meno già l'anno seguente; a causa di problemi con i proprietari del circuito il round non venne disputato. Venne valutata la possibilità di sostituirlo con un altro evento, sempre alla stessa data, o ad un'altra data diversa. Alla fine si decise di non rimpiazzare l'evento. In compenso, per la prima volta, la GP2 disputò una gara sul Circuito di Yas Marina, che aveva già ospitato gare della GP2 Asia.
Nel 2011 il calendario si ridusse a soli 9 doppi appuntamenti, nessuno dei quali fuori d'Europa, e tutti in corrispondenza di gare del mondiale di F1. Con la cessazione della serie asiatica, i circuiti di questo continente entrarono in maniera massiccia nel calendario: nel 2012 la stagione partì con un appuntamento sul Circuito di Sepang, e disputò ben due eventi sul Circuito di Manama, uno a distanza di una settimana dall'altro. La stagione terminò con un'altra gara asiatica, a Singapore. Nel 2013 e 2014 tutti gli 11 doppi appuntamenti furono di supporto a gare del Mondiale di F1. Nel 2015, invece, a seguito dell'uscita della gara tedesca dal calendario iridato della Formula 1, saltò anche la tappa della GP2. Il 30 luglio venne annunciato che il round previsto in Germania sarebbe sostituito con una gara, da tenersi sul Circuito di Manama, il 20 e 21 novembre, in contemporanea con una gara del Mondiale Endurance; il tracciato aveva già ospitato la gara inaugurale della stagione.
Nel 2017 fece il suo esordio, tra i circuiti utilizzati dal campionato, quello di Jerez; la gara non fu disputata in corrispondenza di un gran premio del mondiale di Formula 1. L'anno seguente, col rientro nel calendario del Campionato mondiale di Formula 1 del Gran Premio di Francia, la serie toccò, per la prima volta, il Circuito Paul Ricard di Le Castellet.
Nel 2021 sono stati ridotti gli appuntamenti stagionali, dai 12 previsti per il 2020 a 8, a fronte dell'aumento del numero di gare per fine settimana, da due a tre. L'anno seguente, con il ritorno a due gare per weekend, le tappe sono aumentate a 14.
Sono due i circuiti sempre presenti nel calendario del campionato: Silverstone e Monza.

#### Tabella Circuiti
| Circuito                                                    | Presenze | Stagioni di utilizzo                    |
| ----------------------------------------------------------- | -------- | --------------------------------------- |
| Autodromo Enzo e Dino Ferrari, Imola                        | 4        | 2005-2006, 2022, 2024                   |
| Circuito di Catalogna, Montmeló                             | 19       | 2005-2020, 2022-2024                    |
| Circuito di Monte Carlo, Monaco                             | 18       | 2005-2019, 2021-2024                    |
| Nürburgring, Nürburg                                        | 6        | 2005-2007, 2009, 2011, 2013             |
| Circuito di Nevers Magny-Cours, Magny-Cours                 | 4        | 2005-2008                               |
| Circuito di Silverstone, Silverstone                        | 20       | 2005-2024                               |
| Hockenheimring, Hockenheim                                  | 7        | 2005-2006, 2008, 2010, 2012, 2014, 2016 |
| Hungaroring, Mogyoród                                       | 19       | 2005-2020, 2022-2024                    |
| Istanbul Park, Istanbul                                     | 7        | 2005-2011                               |
| Autodromo nazionale di Monza, Monza                         | 20       | 2005-2024                               |
| Circuito di Spa-Francorchamps, Stavelot                     | 18       | 2005, 2007-2020, 2022-2024              |
| Bahrain International Circuit, Manama                       | 14       | 2005, 2007, 2012-2015, 2017-2024        |
| Circuito Ricardo Tormo, Cheste                              | 2        | 2006-2007                               |
| Circuito urbano di Valencia, Valencia                       | 5        | 2008-2012                               |
| Autódromo Internacional do Algarve, Portimão                | 1        | 2009                                    |
| Circuito di Yas Marina, Abu Dhabi                           | 12       | 2010, 2013-2019, 2021-2024              |
| Circuito di Sepang, Sepang                                  | 3        | 2011-2012, 2016                         |
| Circuito di Marina Bay, Singapore                           | 2        | 2011-2012                               |
| Red Bull Ring, Spielberg bei Knittelfeld                    | 9        | 2014-2020, 2023-2024                    |
| Autodromo di Soči, Soči                                     | 6        | 2014-2015, 2018-2021                    |
| Circuito di Baku, Baku                                      | 8        | 2016-2019, 2021-2024                    |
| Circuito di Jerez de la Frontera, Jerez de la Frontera      | 1        | 2017                                    |
| Circuito Paul Ricard, Le Castellet                          | 3        | 2018-2019, 2022                         |
| Autodromo internazionale del Mugello, Scarperia e San Piero | 1        | 2020                                    |
| Sakhir Outer Circuit, Manama                                | 1        | 2020                                    |
| Jeddah Corniche Circuit, Gedda                              | 4        | 2021-2024                               |
| Circuito di Zandvoort, Zandvoort                            | 2        | 2022-2023                               |
| Circuito Albert Park, Melbourne                             | 2        | 2023-2024                               |
| Circuito di Lusail, Lusail                                  | 1        | 2024                                    |

Tabella aggiornata al campionato 2024

### Squadre
Nella prima stagione vennero ammesse al via dodici squadre, anche se, inizialmente, veniva indicato in 15 il numero di team da ammettere alla categoria. Vennero ammessi due team italiani (la Coloni Motorsport, con esperienze in F1, e la Durango), tre team spagnoli (Racing Engineering, BCN Competición e Campos Racing), due team francesi (ART Grand Prix e DAMS), quattro britannici (Super Nova, iSport International, Piquet Sports e David Price Racing) e uno olandese (Arden International). Anche il team belga Astromega era stato avvicinato alla categoria. Già nel 2006 il numero di team aumentò di un'unità, con l'arrivo del team italiano Trident Racing, mentre la Coloni iniziò una collaborazione con la Fisichella Motor Sport. Al termine della stagione 2007 la squadra italiana GP Racing si fuse con la Piquet, per dar vita al team Minardi Piquet, riportando così, nel mondo delle corse, il nome della scuderia di Faenza. La collaborazione terminò alla fine della stagione 2008.

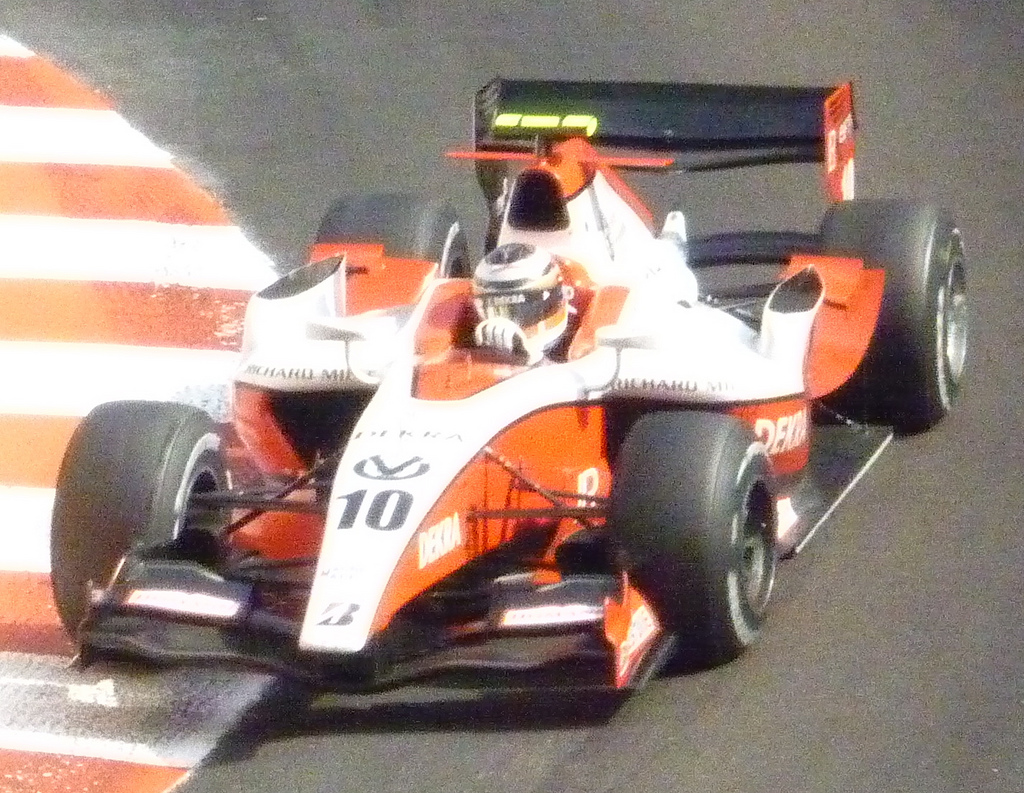
Nico Hülkenberg impegnato con una GP2 dell'ART Gran d Prix a Monaco, nel 2009. Il team francese è stato sempre presente nel campionato, fin dalla sua nascita.

Nell'inverno del 2008, l'ex pilota di F1, Tiago Monteiro, rilevò la BCN Competición, e partecipò, dalla stagione 2009, con la squadra portoghese Ocean Racing Technology. Nel 2010 la categoria si ridusse nuovamente a 12 team, a seguito dell'uscita del team Durango. Non venne effettuata nessuna procedura per l'individuazione di un nuovo team in quanto tale procedura era già prevista per il campionato 2011, e quindi si decise di non rimpiazzare, per una sola stagione, il team italiano.
L'anno successivo furono però due i nuovi team ammessi, dopo aver partecipato alla serie asiatica 2010-2011: la Carlin Motorsport e il Team Air Asia; presero il posto della Durango e della David Price Racing. La Lotus Cars associò il proprio nome a quello dell'ART Grand Prix. A seguito dell'acquisizione da parte di Tony Fernandes, patron del Team Air Asia (nonché della scuderia di F1 Lotus Racing), della casa britannica Caterham, da giugno 2011 il suo team venne ridenominato Caterham Team Air Asia.
Da questa stagione, e per il triennio 2011-2013, tutti i team selezionati per la serie principale avrebbero dovuto competere anche in quella asiatica, che, però, venne in seguito, cancellata.
Dal 2012 la squadra britannica Super Nova Racing abbandonò il campionato. Al suo posto venne inizialmente indicata la Meritus, team malese già impegnato in passato nella serie asiatica. In seguito alla rinuncia della Meritus, la FIA iscrisse la squadra italiana Team Lazarus.
L'ART Grand Prix, già ridenominata l'anno precedente come Lotus ART, diventò Lotus GP. Cambiò nome anche il Team Air Asia che diventa Caterham Racing.
Alla vigilia del weekend di Silverstone venne annunciata la decisione della Coloni di lasciare il campionato alla fine della stagione; allo stesso tempo la squadra perse tutti i punti, sia quelli conquistati fino a quel momento che quelli eventualmente ottenuti in seguito, nella classifica riservata ai team. Il suo posto venne preso dal team MP Motorsport; la squadra olandese era già presente in F. Renault e in Auto GP. Abbandonò anche l'Ocean Racing Technology, che venne sostituita dalla squadra tedesca Hilmer Motorsport.
A marzo, poco prima dell'inizio del campionato, anche la squadra britannica iSport International uscì dalla serie; al suo posto fece l'esordio la prima squadra russa del campionato, la Russian Time.
Il 15 ottobre 2013 l'organizzazione comunicò la lista dei team che avrebbero preso parte al campionato, per il triennio 2014-2016. Il team spagnolo Addax Team, presente nella serie dal 2009, decise di abbandonare il campionato, per concentrarsi maggiormente sulla neonata Formula E. Al suo posto rientrò nella competizione un'altra squadra spagnola, la Campos Racing, che proprio nel 2009 era stata sostituita dall'Addax.
Già nel 2015 però il team canadese Status Grand Prix, impegnato in GP3 Series, sostituì il team malese Caterham Racing, il cui materiale tecnico venne spostato nella sede di quello canadese, a Silverstone, già nel corso della parte finale della stagione 2014. Dopo aver saltato la prima gara del 2015, in Bahrain, la Hilmer Motorsport prese parte alla stagione a partire dalla gara di Montmeló. La squadra tedesca saltò anche la trasferta in Russia, così come le ultime due trasferte in Medio Oriente. Per il 2016 il Team Lazarus, entrato nel campionato nel 2012, venne sostituito da un'altra squadra italiana, la Prema Racing, impegnata in diversi campionati minori.
A seguito delle difficoltà economiche e del costo per sostenere l'impegno della categoria, Bernie Ecclestone propose di creare, nel 2015, un team che raccogliesse i piloti di buona qualità, ma senza il budget necessario per correre una stagione.
Dal 2017 la Carlin abbandonò la categoria, per rientravi nel 2018. Nella stessa stagione abbandonarono la categoria il team Rapax e il team Racing Engineering. La Racing Engineering, sempre presente dalla nascita del campionato, decise di abbandonare la categoria, per concentrarsi sulla European Le Mans Series. Fecero il loro ingresso 2 nuovi team: la Carlin Motorsport, già presente nella categoria dal 2011 al 2016, e la squadra della Repubblica Ceca Charouz Racing System.
Il team Fortec Motorsport, che in un primo momento aveva confermato la partecipazione al campionato, non ne prese parte, a causa della difficoltà di reperire un budget adeguato. Scese così a 10 il numero delle squadre ammesse.
Nel 2019 la nuova squadra britannica UNI-Virtuosi prese il posto della uscente Russian Time, mentre nella stagione 2020 la BWT Arden lasciò la categoria e venne sostituita dalla BWT HWA Racelab; il numero di squadre complessive aumentò inoltre a 11 grazie all'ingresso della Hitech Grand Prix.
Per la stagione 2022 il team olandese Van Amersfoort Racing entrò nella categoria sostituendo la HWA Racelab.
Dal 2023 il team PHM Racing rileva le iscrizioni e le attività della Charouz Racing System in Formula 2 in Formula 3. La PHM correrà nelle due serie a partire dalla stagione 2023 con il supporto della Charouz, sotto il nome PHM Racing by Charouz.

#### Tabella Squadre
| Squadre                           | Stagioni | Periodo          | Gare | Vittorie | Pole | GPV | Titoli squadra                   | Titoli piloti                                |
| --------------------------------- | -------- | ---------------- | ---- | -------- | ---- | --- | -------------------------------- | -------------------------------------------- |
| iSport                            | 8        | 2005-2012        | 167  | 19       | 12   | 16  | 1 (2007)                         | 1 (2007)                                     |
| / Piquet Sports-Rapax             | 13       | 2005-2017        | 276  | 20       | 10   | 25  | 1 (2010)                         | 1 (2010)                                     |
| / BCN-Ocean                       | 8        | 2005-2012        | 167  | 2        | 1    | 4   | 0                                | 0                                            |
| Super Nova                        | 7        | 2005-2011        | 143  | 7        | 4    | 6   | 0                                | 0                                            |
| ART                               | 20       | 2005-            | 450  | 75       | 53   | 89  | 5 (2005, 2006, 2009, 2015, 2023) | 7 (2005, 2006, 2009, 2015, 2018, 2019, 2023) |
| DPR                               | 6        | 2005-2010        | 125  | 3        | 0    | 3   | 0                                | 0                                            |
| DAMS                              | 20       | 2005-            | 450  | 47       | 27   | 54  | 3 (2012, 2014, 2019)             | 3 (2011, 2012, 2014)                         |
| Coloni-FMS                        | 8        | 2005-2012        | 166  | 11       | 1    | 12  | 0                                | 0                                            |
| Racing Engineering                | 13       | 2005-2017        | 276  | 27       | 14   | 22  | 0                                | 2 (2008, 2013)                               |
| Campos Racing                     | 15       | 2005-2008, 2014- | 336  | 21       | 2    | 15  | 1 (2008)                         | 0                                            |
| / Arden                           | 15       | 2005-2019        | 322  | 19       | 5    | 12  | 0                                | 0                                            |
| Durango                           | 4        | 2005-2008        | 83   | 3        | 1    | 4   | 0                                | 0                                            |
| Trident                           | 19       | 2006-            | 427  | 15       | 6    | 13  | 0                                | 0                                            |
| Barwa Addax                       | 5        | 2009-2013        | 104  | 14       | 11   | 11  | 1 (2011)                         | 0                                            |
| Caterham                          | 4        | 2011-2014        | 86   | 4        | 4    | 4   | 0                                | 0                                            |
| Carlin-Rodin                      | 13       | 2011-2016, 2018- | 303  | 28       | 13   | 20  | 1 (2018)                         | 0                                            |
| / Lazarus                         | 4        | 2012-2015        | 89   | 0        | 0    | 1   | 0                                | 0                                            |
| Russian Time                      | 6        | 2013-2018        | 133  | 20       | 4    | 23  | 2 (2013, 2017)                   | 0                                            |
| MP Motorsport                     | 12       | 2013-            | 283  | 16       | 7    | 18  | 1 (2022)                         | 1 (2022)                                     |
| Hilmer                            | 3        | 2013-2015        | 57   | 4        | 0    | 3   | 0                                | 0                                            |
| Status                            | 1        | 2015             | 21   | 2        | 0    | 0   | 0                                | 0                                            |
| Prema                             | 9        | 2016-            | 218  | 54       | 26   | 44  | 3 (2016, 2020, 2021)             | 4 (2016, 2017, 2020, 2021)                   |
| Charouz Racing System/ PHM Racing | 7        | 2018-            | 174  | 5        | 1    | 4   | 0                                | 0                                            |
| Invicta Virtuosi                  | 6        | 2019-            | 150  | 21       | 21   | 18  | 1 (2024)                         | 1 (2024)                                     |
| Hitech Grand Prix                 | 5        | 2020-            | 128  | 12       | 8    | 13  | 0                                | 0                                            |
| BWT HWA Racelab                   | 2        | 2020-2021        | 47   | 0        | 0    | 0   | 0                                | 0                                            |
| Van Amersfoort Racing             | 3        | 2022-            | 63   | 2        | 0    | 5   | 0                                | 0                                            |

 Tabella aggiornata dopo il campionato 2024.

### Piloti

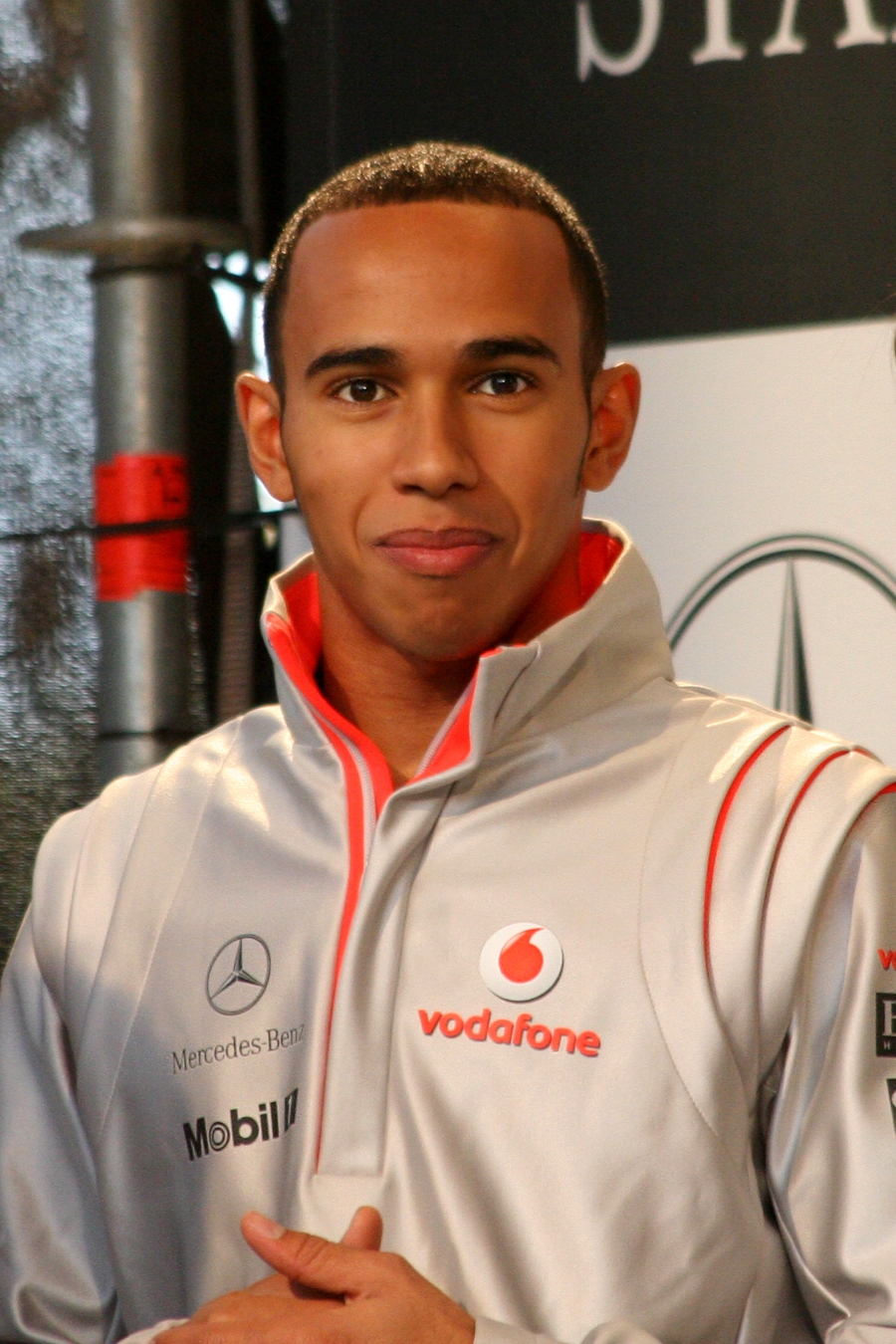
Lewis Hamilton fu il primo pilota ad aggiudicarsi una delle categorie cadette alla F1, e poi vincere il titolo mondiale piloti.

A ciascuno dei team presenti nel campionato è data la possibilità di schierare due piloti per gara. Nella fase di elaborazione del campionato venne prospettata l'ipotesi, poi decaduta, che ogni team potesse iscrivere anche una terza vettura a ciascuna gara, riservata ai piloti di riserva, utilizzati in F1.
Per regolamento il campione della categoria non può proseguire in essa la stagione successiva.
I risultati ottenuti nel campionato servono per accumulare punti al fine di ottenere la Superlicenza FIA, che consente a un piloti di competere in F1. Secondo le regole attuali, i primi tre piloti nel campionato di Formula 2 guadagnano 40 punti, mentre dal quarto in poi sono assegnati punti, a scalare, fino al decimo. Per ottenere la Superlicenza un pilota deve sommare almeno 40 punti nei tre anni precedenti la richiesta della Superlicenza. Allo stato attuale, è la categoria che attribuisce il massimo punteggio.

#### Punteggi per la Superlicenza
| Pos. in campionato | 1º | 2º | 3º | 4º | 5º | 6º | 7º | 8º | 9º | 10º |
| ------------------ | -- | -- | -- | -- | -- | -- | -- | -- | -- | --- |
| Formula 2          | 40 | 40 | 40 | 30 | 20 | 10 | 8  | 6  | 4  | 3   |
| GP2 Series         | 40 | 40 | 30 | 20 | 10 | 8  | 6  | 4  | 3  | 2   |

Vista la natura della categoria, propedeutica alla F1, ben 45 piloti che hanno corso in GP2 (o in Formula 2) sono poi passati nella massima serie. Lewis Hamilton e Nico Rosberg sono stati gli unici ad aggiudicarsi il Campionato mondiale piloti di Formula 1 dopo aver vinto il campionato cadetto della formula regina, considerando anche il Campionato europeo di Formula 2 e l'International Formula 3000. Altri cinque piloti di GP2 (o F2) sono riusciti a vincere almeno una gara di F1; altri piloti sono stati comunque capaci di vincere titoli in altre categorie, come si evince dalla tabella sottostante. La maggioranza dei vincitori della GP2 o della F2 sono passati alla F1, ad eccezione di Davide Valsecchi, Fabio Leimer e Felipe Drugovich.
Non è stato raro, in passato, anche il percorso inverso, ovvero piloti con esperienze in Formula 1 che sono tornati nella categoria cadetta. È accaduto con Timo Glock, Giorgio Pantano, Gianmaria Bruni, Antônio Pizzonia e Roberto Merhi. Di questi il solo Glock è riuscito a tornare nuovamente in Formula 1. Più complesso è stato il cammino di Romain Grosjean e Sakon Yamamoto, che sono riusciti a risalire in Formula 1 in due diverse occasioni. Nel 2015 Alexander Rossi alternò l'impegno nelle due categorie, mentre nel 2020 Jack Aitken, impegnato in F2, sostituì George Russell in Williams per una gara, quando quest'ultimo sostituì a sua volta Lewis Hamilton in Mercedes, poiché risultato positivo al Covid-19.

#### Piloti passati dalla GP2/F2 e attivi in F1
| Pilota              | GP2/F2    | GP2/F2 | GP2/F2   | GP2/F2 | F1                     | F1         | F1   | F1       | F1   | F1   | Altri titoli                                                                |
| Pilota              | Stagioni  | Gare   | Vittorie | Podi   | Stagioni               | Primo team | Gare | Vittorie | Pole | Podi | Altri titoli                                                                |
| ------------------- | --------- | ------ | -------- | ------ | ---------------------- | ---------- | ---- | -------- | ---- | ---- | --------------------------------------------------------------------------- |
| Jack Aitken         | 2018-2021 | 78     | 4        | 11     | 2020                   | Williams   | 1    | 0        | 0    | 0    |                                                                             |
| Alexander Albon     | 2017-2018 | 44     | 4        | 10     | 2019-2020, 2022-       | Toro Rosso | 77   | 0        | 0    | 2    |                                                                             |
| Oliver Bearman      | 2023-2024 | 34     | 3        | 6      | 2024-                  | Haas       | 1    | 0        | 0    | 0    |                                                                             |
| Jules Bianchi       | 2010–2011 | 38     | 1        | 10     | 2013–2014              | Marussia   | 34   | 0        | 0    | 0    |                                                                             |
| Sébastien Buemi     | 2007–2008 | 31     | 2        | 5      | 2009–2011              | Toro Rosso | 55   | 0        | 0    | 0    | FIA WEC (2014), Formula E (2015-16), 24 Ore di Le Mans (2018, 2019)         |
| Karun Chandhok      | 2007–2009 | 61     | 2        | 5      | 2010–2011              | HRT        | 11   | 0        | 0    | 0    |                                                                             |
| Max Chilton         | 2010–2012 | 62     | 2        | 4      | 2013–2014              | Marussia   | 35   | 0        | 0    | 0    |                                                                             |
| Jérôme d'Ambrosio   | 2008–2010 | 58     | 1        | 7      | 2011–2012              | Virgin     | 20   | 0        | 0    | 0    |                                                                             |
| Nyck de Vries       | 2017-2019 | 68     | 8        | 19     | 2022-2023              | Williams   | 11   | 0        | 0    | 0    | Formula E (2020-21)                                                         |
| Lucas Di Grassi     | 2006–2009 | 75     | 5        | 21     | 2010                   | Virgin     | 19   | 0        | 0    | 0    | Formula E (2016-17)                                                         |
| Marcus Ericsson     | 2010–2013 | 84     | 3        | 13     | 2014–2018              | Caterham   | 97   | 0        | 0    | 0    | 500 Miglia di Indianapolis (2022)                                           |
| Pierre Gasly        | 2014–2016 | 49     | 4        | 13     | 2017–                  | Toro Rosso | 126  | 1        | 0    | 4    |                                                                             |
| Antonio Giovinazzi  | 2016      | 22     | 5        | 8      | 2017, 2019-2021        | Sauber     | 62   | 0        | 0    | 0    | 24 Ore di Le Mans (2023)                                                    |
| Timo Glock          | 2006–2007 | 42     | 7        | 15     | 2004, 2008–2012        | Jordan     | 91   | 0        | 0    | 3    |                                                                             |
| Romain Grosjean     | 2008–2011 | 54     | 9        | 21     | 2009, 2012–2020        | Renault    | 179  | 0        | 0    | 10   | GP2 Asia Series (2008, 2011), Auto GP (2010)                                |
| Esteban Gutiérrez   | 2011–2012 | 41     | 4        | 9      | 2013–2014, 2016        | Sauber     | 59   | 0        | 0    | 0    |                                                                             |
| Lewis Hamilton      | 2006      | 21     | 5        | 14     | 2007–                  | McLaren    | 328  | 103      | 104  | 196  | Formula 1 (2008, 2014, 2015, 2017, 2018, 2019, 2020)                        |
| Brendon Hartley     | 2010–2012 | 12     | 0        | 0      | 2017–2018              | Toro Rosso | 25   | 0        | 0    | 0    | Mondiale Endurance FIA (2015, 2017), 24 Ore di Le Mans (2017, 2020)         |
| Rio Haryanto        | 2012–2015 | 90     | 3        | 7      | 2016                   | Manor      | 12   | 0        | 0    | 0    |                                                                             |
| Nico Hülkenberg     | 2009      | 21     | 5        | 10     | 2010, 2012–2020, 2022- | Williams   | 199  | 0        | 1    | 0    | 24 Ore di Le Mans (2015)                                                    |
| Kamui Kobayashi     | 2008–2009 | 40     | 1        | 2      | 2009–2012, 2014        | Toyota     | 76   | 0        | 0    | 1    | GP2 Asia Series (2008–09)                                                   |
| Heikki Kovalainen   | 2005      | 23     | 5        | 12     | 2007–2013              | Renault    | 112  | 1        | 1    | 4    | Super GT (2016)                                                             |
| Nicholas Latifi     | 2014-2019 | 98     | 6        | 21     | 2020-2022              | Williams   | 61   | 0        | 0    | 0    |                                                                             |
| Liam Lawson         | 2021-2022 | 51     | 5        | 13     | 2023                   | AlphaTauri | 5    | 0        | 0    | 0    |                                                                             |
| Charles Leclerc     | 2017      | 22     | 7        | 10     | 2018–                  | Sauber     | 120  | 5        | 21   | 27   |                                                                             |
| Pastor Maldonado    | 2007–2010 | 73     | 10       | 18     | 2011–2015              | Williams   | 96   | 1        | 1    | 1    |                                                                             |
| Nikita Mazepin      | 2019-2020 | 46     | 2        | 6      | 2021                   | Haas       | 21   | 0        | 0    | 0    |                                                                             |
| Kazuki Nakajima     | 2007      | 21     | 0        | 6      | 2007–2009              | Williams   | 36   | 0        | 0    | 0    | Formula Nippon (2012), Super Formula (2014), 24 Ore di Le Mans (2018, 2019) |
| Felipe Nasr         | 2012–2014 | 68     | 4        | 20     | 2015–2016              | Sauber     | 39   | 0        | 0    | 0    |                                                                             |
| Lando Norris        | 2017-2018 | 26     | 1        | 9      | 2019–                  | McLaren    | 100  | 0        | 1    | 12   |                                                                             |
| Jolyon Palmer       | 2011–2014 | 68     | 7        | 18     | 2016–2017              | Renault    | 35   | 0        | 0    | 0    |                                                                             |
| Sergio Pérez        | 2009–2010 | 40     | 5        | 9      | 2011–                  | Sauber     | 253  | 6        | 3    | 34   |                                                                             |
| Vitalij Petrov      | 2006–2009 | 69     | 4        | 11     | 2010–2012              | Renault    | 57   | 0        | 0    | 1    |                                                                             |
| Oscar Piastri       | 2021      | 23     | 6        | 11     | 2023–                  | McLaren    | 18   | 0        | 0    | 2    |                                                                             |
| Charles Pic         | 2010–2011 | 38     | 3        | 8      | 2012–2013              | Marussia   | 39   | 0        | 0    | 0    |                                                                             |
| Nelson Piquet Jr.   | 2005–2006 | 44     | 5        | 13     | 2008–2009              | Renault    | 28   | 0        | 0    | 1    | Formula E (2014-15)                                                         |
| Nico Rosberg        | 2005      | 23     | 5        | 12     | 2006–2016              | Williams   | 206  | 23       | 30   | 57   | Formula 1 (2016)                                                            |
| Alexander Rossi     | 2013–2015 | 48     | 4        | 11     | 2015                   | Manor      | 5    | 0        | 0    | 0    | 500 Miglia di Indianapolis (2016)                                           |
| George Russell      | 2018      | 24     | 7        | 11     | 2019–                  | Williams   | 100  | 1        | 1    | 10   |                                                                             |
| Logan Sargeant      | 2021-2022 | 31     | 2        | 4      | 2023-                  | Williams   | 18   | 0        | 0    | 0    |                                                                             |
| Mick Schumacher     | 2019-2020 | 46     | 3        | 11     | 2021-2022              | Haas       | 43   | 0        | 0    | 0    |                                                                             |
| Bruno Senna         | 2007–2008 | 41     | 3        | 9      | 2010–2012              | HRT        | 46   | 0        | 0    | 0    |                                                                             |
| Sergej Sirotkin     | 2015–2017 | 45     | 3        | 13     | 2018                   | Williams   | 21   | 0        | 0    | 0    |                                                                             |
| Scott Speed         | 2005      | 23     | 0        | 5      | 2006–2007              | Toro Rosso | 28   | 0        | 0    | 0    | Global RallyCross Championship (2015, 2016)                                 |
| Yūki Tsunoda        | 2020      | 24     | 3        | 7      | 2021-                  | AlphaTauri | 60   | 0        | 0    | 0    |                                                                             |
| Giedo van der Garde | 2009–2012 | 82     | 5        | 17     | 2013                   | Caterham   | 19   | 0        | 0    | 0    | European Le Mans Series (2016)                                              |
| Stoffel Vandoorne   | 2014–2015 | 43     | 11       | 26     | 2016-2018              | McLaren    | 41   | 0        | 0    | 0    | Formula E (2021-22)                                                         |
| Sakon Yamamoto      | 2007–2008 | 21     | 0        | 1      | 2006, 2007, 2010       | Spyker     | 21   | 0        | 0    | 0    |                                                                             |
| Zhou Guanyu         | 2019–2021 | 69     | 5        | 20     | 2022-                  | Alfa Romeo | 40   | 0        | 0    | 0    |                                                                             |

*Tabella aggiornata dopo il Gran Premio del Belgio 2024

### Numerazione
Per la prima stagione si decise di assegnare i numeri ai piloti sulla base dei tempi ottenuti in un test, svolto sul Circuito Paul Ricard, tra il 5 e 7 aprile 2005. Al primo della graduatoria (Scott Speed) venne assegnato il numero 1; il suo team (la iSport International) ottenne anche il numero 2.
Nella stagione 2019, a seguito dell'incidente mortale occorso al pilota Anthoine Hubert, il Team Arden decise di ritirare, per il resto del campionato, il numero del pilota francese, il 19, e fece correre il suo sostituto, Artëm Markelov, col numero 22.

### Gare annullate e incidenti
La gara 2 a Abu Dhabi nel 2015 è stata interrotta, nel corso del primo giro, per incidente, e non più ripresa, per la necessità di ripristinare il tracciato per la seguente gara di Formula 1.
Il primo incidente mortale nella categoria avvenne nel corso della gara 1 di Spa nel 2019, e riguardò il pilota francese Anthoine Hubert. La gara venne annullata, così come la gara del giorno seguente, che venne cancellata per lutto.
Nel 2023, a causa del maltempo e le alluvioni che hanno colpito gran parte della Emilia-Romagna, tra cui Imola, l'appuntamento previsto in calendario viene cancellato. Sempre nella stessa stagione gara 1 sul Circuito di Zandvoort parte sotto regime di Safety car; alla uscita della vettura di sicurezza viene corso meno di un giro, a causa dell'esposizione della bandiera rossa, dovuta al incidente tra Ralph Boschung, Kush Maini e Jak Crawford. La gara viene, successivamente, ripresa per altri due giri, sotto regione di Safety car, per poi essere interrotta definitivamente e annullata.

## Serie collegate

### GP2 Asia Series
Nel 2007 fu ufficializzata la nascita della GP2 Asia Series, durante il weekend del Gran Premio di Monaco. La prima edizione si svolse nel 2008. Lo scopo di questa serie, che si disputò tra una stagione della GP2 e l'altra, nel corso dei mesi invernali, era quello di sviluppare la competitività dei piloti di quell'area geografica, pur partecipandovi anche piloti impegnati nella serie principale. Nel luglio del 2011 gli organizzatori confermarono che la serie asiatica sarebbe stata eliminata e di fatto conglobata nella serie principale, che quindi prevede anche gare extraeuropee.

### Finali GP22011
Il fine settimana del 12 e 13 novembre 2011 il Circuito di Yas Marina, negli Emirati Arabi Uniti, ospitò due gare della GP2, non valide per il campionato principale, a supporto del Gran Premio di Abu Dhabi. Al termine del weekend viene stilata una classifica, con un sistema di punteggio uguale a quello utilizzato durante il campionato. La manifestazione fu vinta da Fabio Leimer.

### GP3 Series e FIA Formula 3
Nel 2009 venne stata annunciata la creazione della GP3 Series quale categoria propedeutica alla GP2, con l'organizzazione di Bruno Michel, con lo scopo di preparare al meglio i giovani piloti prima dell'entrata nella serie principale. Le gare della serie, la cui prima edizione si è corsa nel 2010, erano eventi di supporto a quelle della GP2.
Dalla stagione 2019 viene creato il nuovo Campionato FIA di Formula 3, nato dalla fusione tra la GP3 Series e la F3 europea. Tale campionato si è svolto, come la GP3, all'interno dei week end di Formula 1 e Formula 2 fino al 2020, mentre dal 2021 i due campionati di F2 ed F3 vengono svolti in weekend separati, sempre a supporto della Formula 1.

## Altre competizioni
Nel 2006 si tenne, nel corso del Motor Show di Bologna, una competizione riservata a vetture della GP2. La gara, disputata sulla pista allestita all'interno del quartiere fieristico, era organizzata con la formula del confronto uno contro uno, tra piloti, come per il precedente Trofeo Indoor di Formula 1. La manifestazione venne vinta dal pilota venezuelano Ernesto Viso.
Le vetture di GP2 sono impiegate anche nella BOSS GP, campionato motoristico aperto a monoposto di varie formule. Dal 2016 le vetture di GP2 furono ammesse anche nell'Auto GP, anche se nella stagione nessun pilota utilizzò vetture di questa categoria.

## La Super GP2
In seguito alle difficoltà di schierare un numero sufficiente di vetture nel Campionato mondiale di Formula 1, nel 2015 Bernie Ecclestone propose di rimpinguare la griglia con vetture di GP2 dotate di motore Renault V8 da 2.400 cc, impiegato dalla Red Bull Racing nel 2013. La proposta venne rigettata dallo Strategy Group della F1.

## Copertura televisiva
Il campionato viene trasmesso, generalmente, dalle stesse reti televisive che coprono il Campionato mondiale di Formula 1. Venne calcolato che la prima stagione fu seguita da quasi novantacinque milioni di telespettatori in 100 nazioni. Oltre 7.000.000 di telespettatori seguirono la prima corsa, disputata a Imola. L'ascolto medio per evento, riferito all'intera stagione, fu di 7.955.061 spettatori sintonizzati.

### Tabella emittenti
| Emittente                                                                     | Area/Nazione                                                                               |
| ----------------------------------------------------------------------------- | ------------------------------------------------------------------------------------------ |
| NBC Sports Network                                                            | Stati Uniti, Porto Rico, Caraibi                                                           |
| Canal F1 Latin America                                                        | Centro-Sud America (eccetto Brasile)                                                       |
| Fox Sports e Star Sports                                                      | Asia                                                                                       |
| Fox Sport Australia                                                           | Australia                                                                                  |
| Sky Sports                                                                    | Nuova Zelanda                                                                              |
| Kompas TV                                                                     | Indonesia                                                                                  |
| Perform                                                                       | Giappone                                                                                   |
| AMC Sport                                                                     | Rep. Ceca, Slovacchia                                                                      |
| TV3 Sport/TV3 MAX                                                             | Danimarca                                                                                  |
| MTV3 Max                                                                      | Finlandia                                                                                  |
| Viasport 3                                                                    | Norvegia                                                                                   |
| Sport Ch / Sport Totaal                                                       | Paesi Bassi                                                                                |
| Sky Deutschland                                                               | Germania, Svizzera, Austria, Liechtenstein, Lussemburgo, Alto Adige                        |
| Arena Sports                                                                  | Bosnia ed Erzegovina, Croazia, Kosovo, Macedonia, Montenegro, Serbia                       |
| M4                                                                            | Ungheria                                                                                   |
| Sport +                                                                       | Francia, Principato di Monaco, Andorra, Svizzera, Mauritius, DOM-TOM, Africa Sub-sahariana |
| Sky Sport F1 (in diretta), Cielo e TV8 (dal 2024, alcuni eventi in differita) | Italia, San Marino, Città del Vaticano, Canton Ticino                                      |
| Movistar F1 Channel                                                           | Spagna, Andorra                                                                            |
| Sky Sports UK                                                                 | Regno Unito, Irlanda, Isola di Man, Isole del Canale                                       |

## Albo d'oro
| Stagione      | Campione           | Secondo            | Terzo             | Campione Squadre     |
| GP2           | GP2                | GP2                | GP2               | GP2                  |
| ------------- | ------------------ | ------------------ | ----------------- | -------------------- |
| 2005          | Nico Rosberg       | Heikki Kovalainen  | Scott Speed       | ART Grand Prix       |
| 2006          | Lewis Hamilton     | Nelson Piquet Jr.  | Alexandre Prémat  | ART Grand Prix       |
| 2007          | Timo Glock         | Lucas Di Grassi    | Giorgio Pantano   | iSport International |
| 2008          | Giorgio Pantano    | Bruno Senna        | Lucas Di Grassi   | Campos Grand Prix    |
| 2009          | Nicolas Hülkenberg | Vitalij Petrov     | Lucas Di Grassi   | ART Grand Prix       |
| 2010          | Pastor Maldonado   | Sergio Pérez       | Jules Bianchi     | Rapax                |
| 2011          | Romain Grosjean    | Luca Filippi       | Jules Bianchi     | Barwa Addax          |
| 2012          | Davide Valsecchi   | Luiz Razia         | Esteban Gutiérrez | DAMS                 |
| 2013          | Fabio Leimer       | Sam Bird           | James Calado      | Russian Time         |
| 2014          | Jolyon Palmer      | Stoffel Vandoorne  | Felipe Nasr       | DAMS                 |
| 2015          | Stoffel Vandoorne  | Alexander Rossi    | Sergej Sirotkin   | ART Grand Prix       |
| 2016          | Pierre Gasly       | Antonio Giovinazzi | Sergej Sirotkin   | Prema                |
| FIA Formula 2 |                    |                    |                   |                      |
| 2017          | Charles Leclerc    | Artëm Markelov     | Oliver Rowland    | Russian Time         |
| 2018          | George Russell     | Lando Norris       | Alexander Albon   | Carlin Motorsport    |
| 2019          | Nyck de Vries      | Nicholas Latifi    | Luca Ghiotto      | DAMS                 |
| 2020          | Mick Schumacher    | Callum Ilott       | Yuki Tsunoda      | Prema                |
| 2021          | Oscar Piastri      | Robert Švarcman    | Zhou Guanyu       | Prema                |
| 2022          | Felipe Drugovich   | Théo Pourchaire    | Liam Lawson       | MP Motorsport        |
| 2023          | Théo Pourchaire    | Frederik Vesti     | Jack Doohan       | ART Grand Prix       |
| 2024          | Gabriel Bortoleto  | Isack Hadjar       | Paul Aron         | Invicta Racing       |